# Charcé-Saint-Ellier-sur-Aubance
Charcé-Saint-Ellier-sur-Aubance är en kommun i departementet Maine-et-Loire i regionen Pays de la Loire i nordvästra Frankrike. Kommunen ligger i kantonen Thouarcé som tillhör arrondissementet Angers. År 2018 hade Charcé-Saint-Ellier-sur-Aubance 797 invånare.

## Befolkningsutveckling
Antalet invånare i kommunen Charcé-Saint-Ellier-sur-Aubance
| Referens: INSEE |